# Bahraich (district)
Bahraich is een district van de Indiase staat Uttar Pradesh. Het district telt 3.487.731 inwoners (2011) en heeft een oppervlakte van 5745 km².
Bahraich is een langgerekt district, dat zich ten zuiden van de Nepalese grens uitstrekt langs de oostelijke oever van de Ghaghara. Het district maakt deel uit van de divisie Devipatan. De hoofdstad is het gelijknamige Bahraich. Andere plaatsen binnen het district zijn onder meer Nanpara en Jarwal.

## Bevolking
Volgens de volkstelling van 2011 telt het district Bahraich 3.487.731 inwoners, hetgeen een toename van 46,48 procent is vergeleken met 2.384.239 inwoners in 2001. De geletterdheid bedraagt 49,36 procent: 58,34 procent van de mannen kan lezen en schrijven, terwijl dit percentage 39,18 procent bedraagt bij vrouwen.

### Religie
Ongeveer twee derde deel van de bevolking is hindoeïstisch (65,71 procent) en een derde deel is islamitisch (33,53 procent).
Hoofdstad: Lucknow
Districten:
Divisie Agra: Agra · Firozabad · Mainpuri · Mathura
Divisie Aligarh: Aligarh · Etah · Hathras · Kasganj
Divisie Ayodhya (Faizabad): Ambedkar Nagar · Amethi · Ayodhya (Faizabad) · Barabanki · Sultanpur
Divisie Azamgarh: Azamgarh · Ballia · Mau
Divisie Bareilly: Bareilly · Budaun · Pilibhit · Shahjahanpur
Divisie Basti: Basti · Sant Kabir Nagar · Siddharthnagar
Divisie Benares (Varanasi): Benares (Varanasi) · Chandauli · Ghazipur · Jaunpur
Divisie Chitrakoot: Banda · Chitrakoot · Hamirpur · Mahoba
Divisie Devipatan: Bahraich · Balrampur · Gonda · Shravasti
Divisie Gorakhpur: Deoria · Gorakhpur · Kushinagar · Maharajganj
Divisie Jhansi: Jalaun · Jhansi · Lalitpur
Divisie Kanpur: Auraiya · Etawah · Farrukhabad · Kannauj · Kanpur Dehat · Kanpur Nagar
Divisie Lucknow: Hardoi · Lakhimpur Kheri · Lucknow · Raebareli · Sitapur · Unnao
Divisie Meerut: Bagpat · Bulandshahr · Gautam Buddha Nagar · Ghaziabad · Hapur · Meerut
Divisie Mirzapur: Bhadohi · Mirzapur · Sonbhadra
Divisie Moradabad: Amroha · Bijnor · Moradabad · Rampur · Sambhal
Divisie Prayagraj (Allahabad): Fatehpur · Kaushambi · Pratapgarh · Prayagraj (Allahabad)
Divisie Saharanpur: Muzaffarnagar · Saharanpur · Shamli